# Смит, Стив (музыкант)
Стив Смит (англ. Steve Smith; 21 августа 1954, Броктон, Массачусетс, США) — американский рок- и фьюжн-барабанщик, наиболее известный как участник группы Journey, а также по сотрудничеству со многими популярными музыкантами.

## Биография
В возрасте девяти лет, в 1963 году, Стив начал изучать барабаны в Бостоне у местного учителя Билла Фланагана. После окончания школы он учился в музыкальном колледже Беркли в Бостоне. В 1978 году Стив стал участником группы Journey. На протяжении своей карьеры Смит выступал с множеством известных исполнителей.
2001 год в журнале «Modern Drummer» назван «Годом Стива Смита» в знак признания его заслуг, а также он вошёл в список 25 лучших барабанщиков всех времен. В 2002 году Стив вошёл в «Зал славы современных барабанщиков».
При игре Стив использует барабанную установку «Sonor» с пластиками «Remo», тарелки «Zildjian», педали «Drum Workshop», барабанные палочки «Vic Firth» и микрофоны «Shure».

## Дискография
- Lin Biviano — L.A. Expression (single) (1975)
- Jean-Luc Ponty — Enigmatic Ocean (1977)
- Journey — Evolution (1979)
- Journey — Departure (1980)
- Journey — Captured (1980)
- Journey — Dream, After Dream (1980)
- Journey — Escape (1981)
- Tom Coster — T. C. (1981)
- Journey — Frontiers (1983)
- Vital Information — Vital Information (1983)
- Брайан Адамс — Reckless (Heaven) (1984)
- Тони Макалпин — Edge of Insanity (1985)
- Journey — Raised on Radio (Positive Touch, The Eyes of a Woman, Why Can’t This Night Go On Forever) (1986)
- Dweezil Zappa — My Guitar Wants To Kill Your Mama (1988)
- Richie Kotzen — Richie Kotzen (1989)
- Фрэнк Гамбале — Note Worker (1991)
- Journey — The Ballade (1991)
- Vital Information — Vitalive! (1991)
- Мэрайя Кэри — Emotions (1991)
- Jeff Watson — Lone Ranger (1992)
- Buddy Rich Big Band — Burning For Buddy Vol. 1 (1994)
- Montreal Drum Festival — Interdependance (1995)
- Journey — Trial by Fire (1996)
- Francesco De Gregori — Prende E Lasciare (1996)
- Buddy Rich Big Band — Burning For Buddy Vol. 2 (1997)
- Journey — Greatest Hits Live (1998)
- Larry Coryell — Cause and Effect (1998) with Tom Coster, Виктор Вутен
- Vital Information — Global Beat (5.1 DTS remix) (1998)
- Scott Henderson/Steve Smith/Виктор Вутен — Vital Tech Tones (1998)
- Фрэнк Гамбале/Стю Хэмм/Steve Smith — Show Me What You Can Do (1998)
- Стю Хэмм — Merry Axemas (Sleigh Ride) (1998)
- Tina Arena — In Deep (No Shame) (1998)
- Savage Garden — Affirmation (1999)
- Тони Макалпин — Chromaticity (2000)
- Journey — Essentials (2000)
- Винни Мур — Defying Gravity (2001)
- Journey — Charlie’s Angels Full Throttle Soundtrack (2003)
- Steve Smith & Buddy’s Buddies — Very Live at Ronnie Scott’s, Set One (2003)
- Steve Smith & Buddy’s Buddies — Very Live at Ronnie Scott’s, Set Two (2003)
- Journey — Live in Houston, 1981 (DVD/CD) (2005)
- Y&T — Ten (Y&T album)